# Krugersdorp
Krugersdorp es una ciudad minera en el West Rand de la provincia de Gauteng, Sudáfrica. Su población era de aproximadamente 290 000 personas en 2001.[cita requerida]

## Historia
Fue fundada en 1887 por Marthinus Pretorius y denominada por Paul Kruger.
Este es el sitio de la reunión de diciembre de 1880 en la cual más de 6000 hombres votaron para pelear por la independencia del Transvaal. Cuando se descubrió oro en Witwatersrand, surgió la necesidad de un poblado mayor al oeste del filón. El gobierno compró parte de la granja Paardekraal y nombró el nuevo pueblo con el nombre del presidente del Transvaal Paul Kruger. Los británicos construyeron un campo de concentración allí durante la segunda guerra bóer para encerrar a las mujeres y niños bóeres.
Hacia 1904 tenía contabilizada una población de 20 073 habitantes, de los cuales 6946 eran «blancos».
En 1952 la West Rand Consolidated Mine fue la primera del mundo en extraer uranio como subproducto del proceso de refinamiento del oro.
Krugersdorp ya no tiene un gobierno municipal separado y su municipalidad se ha hecho parte de la municipalidad de la ciudad de Mogale, junto a otros pueblos circundantes.

## Economía
Aparte del oro, manganeso, hierro, asbesto y caliza son explotados en la zona. 